# Франческо Косига
Франческо Косига (итал. Francesco Cossiga; Сасари, 26. јул 1928 — Рим, 17. август 2010) био је италијански правник, педагог и политичар из редова бивше Хришћанске демократије. Вршио је функцију премијера (1979–1980) и председника Републике Италије (1985–1992). Био је министар унутрашњих послова у тренутку киднаповања Алда Мора, након чије смрти је поднео оставку на то место.
Закључно са изборима 2022, Косига је једини председник Италије који је изабран у првом кругу гласања. Енрико де Никола је такође одабран у првом кругу, али на место привременог шефа државе, пошто је функција председника уведена 1948.

## Биографија
Рођен је у Сасарију, север Сардиније. Политичку каријеру започео је током Другог светског рата.
Био је министар унутрашњих послова (1976–1978), председник италијанске владе (1979–1980), председник италијанског Сената (1983–1985), италијански председник (1985–1992), а 1992. је проглашен за доживотног сенатора.
Када је италијански премијер Ђулио Андреоти 1992. године обзнанио јавности постојање организације Гладио у Италији током Хладног рата, тајне организације која је у случају совјетске инвазије требало да води герилску борбу, Косига је признао своју умешаност у оснивање ове организације. Демократска партија левице је након тога покренула процес импичмента против Косиге. Иако је процедура поништена, Косига је дао оставку два месеца пре истека мандата.
Године 2006. се повукао са своје функције доживотног сенатора, али је Сенат одбио његову оставку 2008. године.
Умро је 17. августа 2010. године у Риму.

## Породица
Био је рођак италијанског комунистичког вође Енрика Берлингвера.

## Контроверзе
Косига је 2007. године за новине „Коријере дела сера“ дао осврт на нападе 11. септембра 2001. године и Осаму бин Ладена. Изјавио је да „демократски кругови у Америци и Европи добро знају да су овај монструозни план осмислиле и оствариле америчка ЦИА и Мосад уз помоћ ционистичких снага како би сву кривњу свалиле на арапски свет и увериле Запад да интервенише у Ираку и Авганистану“. Само годину дана пре, Косига је изјавио да не верује у теорије завере и одбацио могућност да је све део америчке завере.